# لکه نواری باکتریایی
لکه نواری باکتریایی (نام علمی: Xanthomonas translucens) نام یک گونه از رده گاماپروتئوباکتریا است.